# 1427
Cette page concerne l'année 1427  du calendrier julien.
L'année 1427 est une année commune qui commence un mercredi.

## Événements
- Mars-mai : le Timouride Ulugh Beg est battu lors d'une expédition contre le khan de la Horde d'or Baraq. Son grand-père Shah Rukh le démet provisoirement de son gouvernement de Transoxiane le 28 mai[1].

- 3 avril : Itzcoatl, oncle de Chimalpopoca, succède à ce dernier comme souverain des Aztèques[2].
- 11 août : au Mexique, le tlatoani Nezahualcoyotl s'empare de Texcoco[3].
- 15 août : date supposée de la découverte de Santa Maria aux Açores par Diogo de Silves ou Gonçalo Velho Cabral[4].

- 10 octobre[5] : l'armée chinoise du général Vuong Thông est décimée dans une embuscade à la passe de Chi-lang près de Lạng Sơn par les révoltés du Đại Việt conduits par Lê Lợi. Elle perd 70 000 hommes[6].
- 12 novembre : l'armée de la Chine des Ming se retire de l'Annam[6]. Les dernières troupes chinoises quittent le pays le 3 janvier 1428[5].

### Europe
- 8 février : Pierre II de Giac, favori du roi Charles VII de France, est arrêté à Issoudun[7] sur ordre d'Arthur de Richemont et de Yolande d'Aragon. Emmené à Bourges et à Dun-le-Roi, il est condamné après un jugement sommaire et exécuté par noyade[8].
- 30 mars : « La Dispute de l'âme et du corps », pièce de théâtre religieux, est jouée à Lausanne[9].
- 22 mai : loi sur le recensement fiscal général (catasto) à Florence[10].
- Juin : le Camus de Beaulieu, nouveau favori du roi Charles VII, est assassiné par Jean de Brosse, peut-être sur ordre du connétable de Richemont. Georges de La Trémoille devient le favori du roi et grand chambellan de France[11].
- 19 juillet : George Branković devient despote de Serbie à la mort de son oncle Stefan Lazarević[12] (fin en 1456).
- 3 juillet : le duc de Bretagne Arthur de Richemont ratifie de nouveau le traité de Troyes. Georges de La Trémoille tombe en disgrâce auprès du roi de France[13].
- 4 août : le chef des taborites Procope Holy remporte une victoire sur les croisés à Tachov, puis poursuit des opérations offensives en Silésie, en Thuringe et en Saxe, employant une artillerie autonome et des charriots blindés.
- 17 août : une centaine de Tsiganes arrive pour la première fois aux portes de Paris[14].

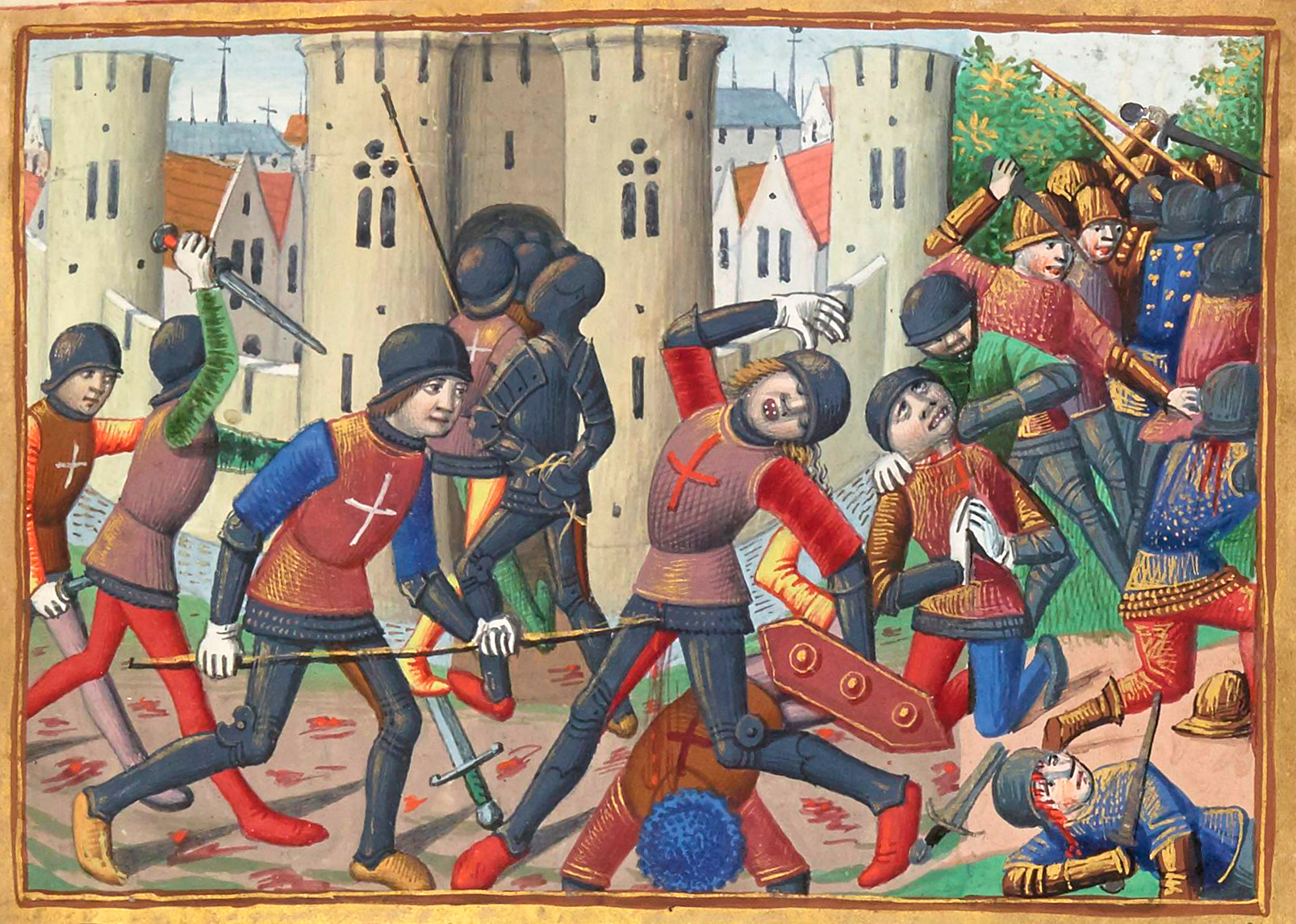
5 septembre : levée du siège de Montargis

- 5 septembre : levée du siège de Montargis par La Hire et le Bâtard d'Orléans[15].
- 8 septembre : Jean V de Bretagne s'allie à nouveau par traité avec les Anglais[16].
- 11 octobre : bataille de Maclodio remporté par Carmagnola[17]. Venise prend Bergame aux Milanais.
- 28 octobre : échec d'une conjuration menée par le connétable de Richemont allié à Charles de Bourbon et Bernard de Pardiac. La Trémoille empêche le duc de Bretagne d'entrer à Châtellerault où les conjurés doivent se réunir. Richemont se retire le 20 novembre[11].
- 27 novembre : l’humaniste Leonardo Bruni devient chancelier de Florence (fin en 1444)[18].
- Novembre : les Hongrois occupent Belgrade[19].
- 2 décembre : traité de Turin. Paix séparée entre de duc de Milan et le duc de Savoie[20]. Verceil passe à la Savoie et Philippe Marie Visconti épouse Marie de Savoie, la sœur d'Amédée VIII. Le Piémont est ajouté aux États de Savoie[21].

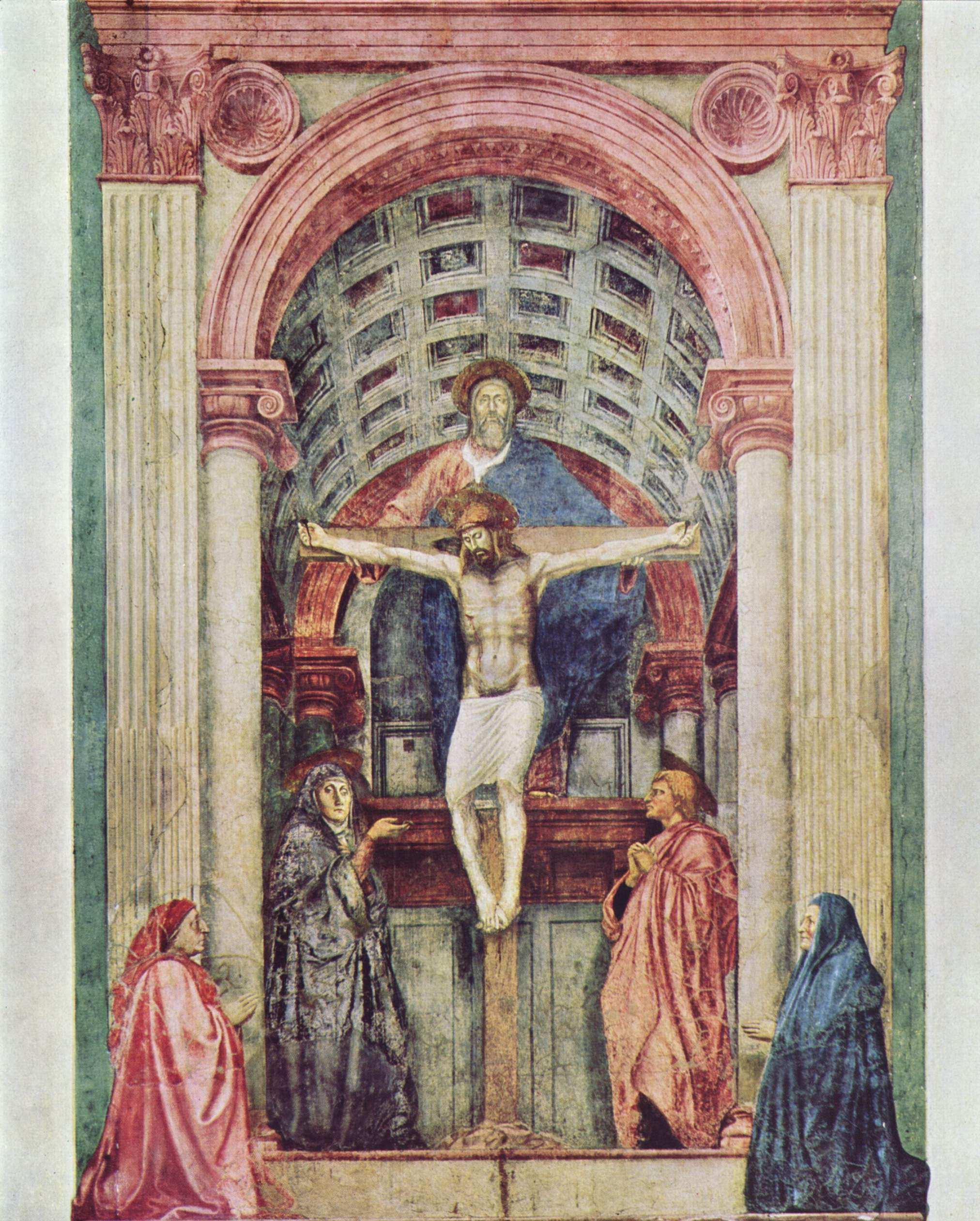
Trinité, de Masaccio